# Sioma-Ngweizi-Nationalpark
Der 5000 km² große Sioma-Ngweizi-Nationalpark liegt in der Westprovinz von Sambia.

## Geografie
Der Nationalpark befindet sich etwas westlich des Oberlaufes des Sambesi an der Grenze zu Namibia. Er ist umgeben von weiteren 35.000 km² Game Management Area in der Siloana Ebene. Der Park ist von Livingstone über eine gut asphaltierte Straße über Sesheke und die Katima-Mulilo-Brücke zu erreichen.

## Ökologie
Der Park gilt als wild und unentwickelt. Er besteht aus Teak-Wäldern, offenem Buschland und Kalaharivegetation. Im Süden schließen Parks in Namibia und Botswana an. Zu sehen gibt es 3.000 Elefanten, Geparden, Zebras und vor allem Antilopen: Puku, Impala, Roan, Säbel, Kudu. Der Tierbestand hat durch den Bürgerkrieg im nahen Angola, wohin die Tiere wandern, sehr gelitten und erholt sich nur langsam.

## Tourismus
Im Park gibt es keinerlei Einrichtungen für Besucher, aber am Sambesi gibt es in der Nähe einige Lodges, von wo aus Tagestouren in den Park gestartet werden können.